# Neotama variata
Neotama variata is een spinnensoort uit de familie van de Hersiliidae.
De wetenschappelijke naam van de soort werd in 1899 als Tama variata gepubliceerd door Reginald Innes Pocock.